# Бушолон
Бушолон (тадж. Бушолон, до марта 2022 г. – Шилбили) — село в сельском джамоате Сурхоб Лахшского района. Расстояние от села до центра района (пгт Вахдат) — 22 км, до центра джамоата (село Дуагба) — 12 км. Население — 492 человек (2017 г.), таджики. Население в основном занято сельским хозяйством.